# Címlet
A címlet (idegen szóval denomináció) valamely pénzegységben kifejezett pontos értéket jelent. A címlet kifejezést leginkább érmék, pénzjegyek, értékpapírok, illetve bélyegek, (ajándék- vagy étkezési) utalványok, kuponok és egyéb pénzhelyettesítők kapcsán használják. A használt címleteket a kibocsátó és a forgalom igényei szerint határozzák meg. A pénzek esetében például az a cél, hogy a készpénzforgalomban jellemző kifizetéseket a szükséges legkevesebb címlettel bonyolítsák le, vagyis hogy a készpénzfizetési értéktartományban előforduló összegeket a legkevesebb címlettel lehessen észszerűen képezni. Postabélyegek esetén a jellemző postai tarifáknak, illetékbélyegek esetén a szokásos illetékeknek megfelelő címleteket használnak, így ezek akár jelentősen el is térhetnek a pénzcímletektől.

## Pénznem és pénzegység
Mivel a címlet értéket fejez ki, ezt rendszerint valamely pénznemben adják meg, Magyarországon például forintban. A pénznemhez rendszerint több pénzegység is tartozik, így a magyar pénz fő egysége a forint, aminek törtrésze („váltópénze”) a fillér. Ma már (2010.) kevés kivétellel világszerte az a jellemző, hogy a fő pénzegységhez egy annak századát érő törtegység tartozik.

### Törtegység és többszörös egység
A pénznem fő egységénél kisebb pénzegység a törtegység vagy váltópénz. Olykor azonban előfordul a fő egységnél nagyobb pénzegység is. Ennek oka lehet az infláció, mint például a pengő esetében: a milpengő egymillió (106), a b.-pengő egybillió (1012) pengővel volt egyenértékű. Hagyományból maradt meg azonban a brit pénzrendszerben a guinea, amely 1,05 fontot ért. Bizonyos pénzegységeket csak a köznyelv, esetleg csupán a szleng használ, míg mások többé-kevésbé hivatalosak. Figyelemre méltó az amerikai dollár tízes rendszere: 1 dollár = 10 dime = 100 cent = 1000 mill (utóbbi csak számítási egységként), míg a tízdolláros egység neve eagle ('sas', a fehérfejű rétisas az U.S.A. címerállata), a százdollárosé union ('unió', 'szövetség', csak tervezet). A hivatalosan használt egységek a dollár és a cent, kisebb részben a dime, ami főként a tízcentes érme neve (vagyis 0,22 dollárt mondják 22 centnek, de nem mondják 2,2 dime-nak). Az eagle korábbi értékpénzek neve, az ötdolláros aranyat half eagle-nek, a tízdollárost eagle-nek, a húszdollárost double eagle-nek nevezték.

### Tizedes és nemtizedes rendszer
Habár ma (2011.) szinte a világ valamennyi országában tizedes, idegen szóval decimális pénzrendszer van, ez csak az utóbbi két évszázadban alakult ki. A hagyományos pénzrendszerek pénzegységei eredetileg egymástól többé-kevésbé független pénznemek voltak, melyek értéke a történelem során időben és területenként változott. A legelterjedtebb és legtovább fennálló nemtizedes pénzrendszer a Karoling vagy £sd pénzrendszer volt, melynek fő egysége a font (libra, £), ez 20 solidusra (s) és 240 dénárra (denarius, d) oszlott. A pénzrendszer a római időkre megy vissza. A font sokáig annyira nagy értékű volt (kb. 400 gramm színezüstöt jelentett), hogy ilyen címletű érme nem is létezett, csupán számítási egységként használták, a tényleges pénzforgalmat dénárokkal bonyolították le.
A hagyományos pénzrendszerek egységei között váltószám – a mai szokásokkal ellentétben – szinte sohasem tíz hatványai közül került ki. Ennek oka csak részben történelmi (vagyis a hagyományos pénzegységek közötti átváltási arány rögzülése). Az Osztrák Császárságban 1752-ben bevezetett konvenciós pénzrendszer alapegysége a forint volt, ami 60 konvenciós krajcárral volt egyenlő. A hatvan célszerű arányszámnak bizonyult, hiszen tíz számmal is osztható maradék nélkül: 2, 3, 4, 5, 6, 10, 12, 15, 20 és 30. (Ezzel szemben az elvileg finomabb értékbontást lehetővé tevő százas számnak csak hét osztója van: 2, 4, 5, 10, 20, 25, 50.) Ez azokban az időkben, amikor még nem voltak számoló- és számítógépek, az iskolázottság alacsonyabb szintű volt, ráadásul a váltópénzek viszonylag magasabb értéket képviseltek (az említett pénzrendszer jellemző címletei a 6, 10 és 20 krajcáros ezüstpénzek voltak, forintérmék a mindennapi fizetések során gyakorlatilag nem fordultak elő), megkönnyítette a mindennapi számolást.

#### Decimalizáció
Egyik-másik nemtizedes pénzrendszernek van ugyan néhány jó oldala, de idővel nyilvánvalóvá vált a tízes számrendszerhez igazodó pénzrendszerek előnye, főképp a különböző pénznemek átváltása során. A hagyományos, nemtizedes pénzrendszer cseréjét decimális pénzrendszerre decimalizációnak nevezik. A decimalizáció során volt, hogy csak a váltópénzt cserélték le vagy címletezték át (mint az 1971-es brit és ír decimalizáció során), de előfordult teljesen új pénzrendszer bevezetésével egyidejűleg végrehajtott decimalizáció is (mint az 1858-as osztrák pénzcsere). Magyarországon (az Osztrák Császárság részeként) 1858. november 1-jén zajlott le a decimalizáció, amikor a konvenciós forint (= 60 konvenciós krajcár) helyébe az osztrák értékű forintot (= 100 osztrák értékű krajcár) vezették be 100 konvenciós forint = 105 osztrák értékű forint átváltási arányban. Legutoljára Nigériában (1973.), Máltán (1972.) és az Egyesült Királyságban, illetve Írországban (1971.) cseréltek le jelentősebb nemtizedes pénzrendszert tizedesre. 

#### Napjainkban
Jelenleg (2011.) csupán két ország használ hivatalosan nemdecimális pénzrendszert: Mauritánia (1 ouguiya = 5 khoums) és Madagaszkár (1 ariary = 5 iraimbilanja); azonban az infláció miatt ezek a törtegységek annyira elértéktelenedtek (2018 januárjában 100 ouguiya kb. 80 forintot, 100 ariary kb. 8 forintot ért), hogy Madagaszkáron nincs forgalomban ilyen címletű pénz.

## Címletek kialakítása
A pénzek, pénzhelyettesítők, bélyegek stb. címleteinek kialakításánál más-más szempontokat vesznek figyelembe.

### Pénzek
Ha ma megvizsgáljuk a világ pénzrendszereit, kevés kivétellel mindenütt az egyrészt 1, 2 (vagy ritkábban 2½ vagy 3), 5, másrészt tíz egész kitevőjű hatványának szorzataként előállítható számokat látjuk címletként. Az ettől eltérő címletek ma már „egzotikusnak” számítanak és inkább csak emlékpénzeknél fordulnak elő. Példa egzotikus címletre forgalmi pénzeknél: 30 tunéziai dinár (bankjegy).
A pénzek címleteinek kialakítása sokat változott az idők során.

#### Mai pénzrendszerek
A bankjegy- és érmecímletek összeállításánál a cél a készpénzes fizetéseknél gyakran előforduló összegek minél kevesebb címlettel való lefedése. Ennek érdekében a címletek logaritmikus skálát követnek, amit valamelyest torzítanak a célszerűségből elvégzett kerekítések. A skálán a címletek közötti távolságot úgy választják meg, hogy egy címlet névértéke az előzőnek körülbelül kétszerese legyen: 1, 2, 5 (4 helyett), 10, 20, 50 (40 helyett) 100 stb. esetleg 1, 2½ vagy 3 (2 helyett), 5, 10, 25 (20 helyett), 50, 100 stb. (utóbbira példa az arubai florin és a kubai peso).
Annak meghatározása, hogy melyik legyen a legkisebb és a legnagyobb érték a skálán, illetve hogy meddig legyenek érmék, és mettől bankjegyek, történhet tapasztalati úton (jegybank pénzforgalmi statisztikái alapján) vagy például a D-metric módszer alapján, ami a napi átlagjövedelem alapján határozza ezeket meg. Annak, hogy érméket és pénzjegyeket is használunk, egyfelől történelmi (pénztörténeti), másfelől praktikus okai vannak: az érmék jobban ellenállnak a forgalomból adódó kopásnak, ezért ezek a gyakran forgó kis címleteket alkotják; a bankjegyeket kényelmesebb kezelni és olcsóbb gyártani (bár ez erősen a fémek tőzsdei árfolyamának függvénye), de kevésbé ellenállóak, így ezek rendszerint nagyobb címletűek.

#### Karoling pénzrendszer
Az Egyesült Királyságban és néhány történelmileg vagy kulturálisan hozzákapcsolódó területen az 1970-es években történt decimalizációig a Karoling pénzrendszer (1 pound (font) = 20 shilling (solidus) = 240 penny (dénár)) szerint képezték a címleteket:
- crown (korona) = 60 penny = 5 shilling = 1/4 pound
- half crown (fél korona) = 30 penny = 2 shilling 6 penny = 2,5 shilling = 1/8 pound
- florin (forint) = 24 penny = 2 shilling = 1/10 pound
- shilling (solidus) = 12 penny = 1/20 pound
- sixpence (hat dénár) = 1/2 shilling = 1/40 pound
- threepence (három dénár) = 1/4 shilling = 1/80 pound
- penny (dénár) = 1/12 shilling = 1/240 pound
- halfpenny (fél dénár) = 1/24 shilling = 1/480 pound
- farthing (negyed dénár) = 1/48 shilling = 1/960 pound

#### Orosz típus
Még a cári Oroszországban (1 rubel = 100 kopejka) alakultak ki a következő címletek: 1, 2, 3, 5, 10, 15, 20, 50 kopejka; 1, 3, 5, 10, 25, 50, 100 rubel. A címleteket a szovjet időkben is megtartották, sőt, más szovjet megszállás vagy befolyás alatt lévő országban is elterjesztették hosszabb-rövidebb időre, pl. Csehszlovákia (1953–1960-as évek), Románia (1952–1990), Bulgária (1952–1962), Albánia (1965–1990-es évek), Mongólia (1925–1990-es évek). Ezek a pénzek rendszerint a Szovjetunió pénzverdéiben, illetve bankjegynyomdájában is készültek, és bevezetésük is szovjet javaslatra (nyomásra) történt; a háború után a szovjet befolyási övezetbe került országok közül többen is pénzcserét hajtottak végre a korábbi pénz korlátozott beváltási lehetőségével a „burzsoázia” vagyonának (gyakorlatilag minden magánvagyon) elértéktelenítése érdekében.